# البريج (طرطوس)
البريج قرية سورية تتبع ناحية السودا في منطقة طرطوس في محافظة طرطوس. بلغ عدد سكانها 321 نسمة في عام 2004 حسب إحصاء المكتب المركزي للإحصاء.

## تاريخ
سكانها مسيحيون، وأصبحت جزءًا من بلدية السودا في عام 1975، ويمثلها مقعد واحد في مجلسها. ويُعزى معدل نموها المنخفض نسبيًا، إلى جانب معدل نمو معظم المجتمعات المسيحية الأخرى في المنطقة، بشكل أساسي إلى ارتفاع معدلات الهجرة وانخفاض معدلات المواليد.